# Condor Rapide
Le Condor Rapide (ou HSC Condor Rapide) est un navire à grande vitesse exploité par la Condor ferries en tant que catamaran-ferry. Il a été construit par le chantier Incat à Hobart en Tasmanie entre 1996 et 1997.
C'est un modèle de 86 m. Il a comme sister-ship les Condor Vitesse et Condor Express de la même compagnie, et le Tarifa Jet (de la compagnie espagnole FRS Liberia S.L.).

## Histoire
Il a été commandé pour le transport en Tasmanie et a d'abord navigué sous le nom d’Incat 045 entre 1997 et 1999. Puis il est devenu le plus grand catamaran à être utilisé en service militaire par la Marine Royale Australienne. Il prit le nom de HMAS Jervis Bay (AKR 45) de 1999 à 2001.
En 2002, il est employé en charter par une compagnie italienne (TRIS) et navigue sous le nom de Winner avant d'être affrété par SpeedFerries (en) sur la ligne Douvres - Boulogne-sur-Mer de 2004 à 2008. Il est renommé HSC SpeedOne.
En 2008, il est mis en fourrière par les autorités françaises car la société exploitante ne payait pas ses impôts. En 2009 il est rebaptisé Sea Leopard mais reste à quai du port de Tilbury en Angleterre.

## Condor ferries
Le 26 mars 2010, il est acheté par la Condor ferries pour remplacer le HSC Condor 10 qui sera vendu car devenant trop petit sur la ligne Saint-Malo - Jersey - Guernesey.